# Université technologique du Panama
L'université technologique du Panama (en espagnol : Universidad Tecnológica de Panamá ou UTP) est une université d'enseignement technologique importante du Panama et de l'Amérique centrale. C'est une université publique d'État qui comprend six facultés et s'étend sur sept campus.

## Histoire
Initialement, il y avait la Faculté d'Ingénierie (Facultad de Ingeniería ). En 1975, cet établissement est devenu l'Institut Polytechnique (Instituto Politécnico). Il offrait alors des programmes en mécanique, en électromécanique, en génie industriel, en génie civil et en systèmes informatiques. Enfin, par la loi 18 du 13 août 1981, l'Institut est transformé en une université comprenant initialement 5 facultés. Une sixième sera créée en 1996 (Sciences et Technologie).

### Recteurs
| Période   | Nom                       |
| --------- | ------------------------- |
| 2013-2018 | Oscar Manuel Ramírez Ríos |
| 2018-2023 | Héctor Montemayor         |

## Enseignement
Le nombre d'élèves est passé de  5 735 élèves en 1981 à 24 681 en 2018 (du premier au troisième cycles). En tout, depuis 1981, 30 000 étudiants sont sortis diplômés de l'université. En 2009, l'enseignement est dispensé par 1 401 personnes, dont 30 % à temps plein.
L'année universitaire est divisée en 2 semestres de 16 semaines. Le premier semestre commence habituellement à la mi-mars pour se terminer à la mi-juillet. Le second semestre début août pour se terminer à la mi-décembre. Les vacances d'été durent 7 semaines de la mi-janvier à début mars.
L'université a des partenariats avec d'autres établissements, comme l'Université de Floride Centrale (University of Central Florida). L'UTP participe à la Funiber (Fundación Universitaria Iberoamericana) ; dans ce cadre, elle entretient des liens avec l'Université de Jaén (Universidad de Jaén).

### Facultés
- Ingénierie civile
- Ingénierie électrique
- Génie industriel
- Génie mécanique
- Ingénierie des systèmes informatiques
- Sciences et technologique

### Centres de recherche
- Centre Expérimental d'Ingénierie (Centro Experimental de Ingeniería (CEI))
- Centre de Projets (Centro de Proyectos)
- Centre de Production et de Recherche Agroindustriel (Centro de Producción e Investigación Agroindustrial (CEPIA) )
- Centre de Recherche Hydraulique et Hydrotechnique (Centro de Investigaciones Hidráulicas e Hidrotécnicas (CIHH))
- Université virtuelle

### Communication
- Revue "El Tecnológico"
- Radio "Frecuencia Tecnológica" (101.9 FM)
- Librairie et Centre de Distribution
- Bibliothèque.

## Sites

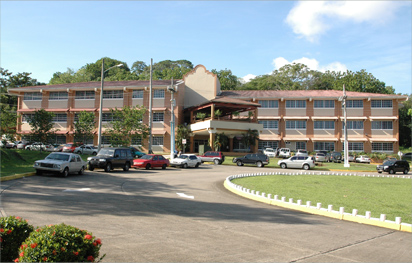
Bâtiment des Troisièmes Cycles du campus Dr Víctor Levi Sasso

7 campus dispersés dans tout le pays relèvent de l'université :
- Le campus métropolitain "Dr Victor Levi Sasso" dans la ville de Panama. C'est le site principal ; il s'étend sur près de 25 hectares. À ce site sont rattachés les 2 sites annexes de Howard et de Tocumen
- Le Centre Régional d'Azuero
- Le Centre Régional de Bocas del Toro
- Le Centre Régional de Coclé
- Le Centre Régional de Colón
- Le Centre Régional de Chiriqui
- Le Centre Régional de Panama Ouest
- Le Centre Régional de Veraguas